# Disa crassicornis
Disa crassicornis es una especie fanerógama de orquídea de hábito terrestre.  Es nativa de Sudáfrica.

## Descripción
Es una orquídea de raíces tuberosas vellosas con pocas ramas y tallos sin ramas o vellosidad, con hojas generalmente anuales, la inflorescencia también ramificada, las flores de sépalo dorsal y pétalos oblongos, con la columna prominente y con dos polinias.
Tiene hábitos terrestres con un tamaño gigante, prefiere el clima fresco al frío. Tiene un tallo envuelto por vainas con de 3 a 4 hojas, estrechamente lanceoladas y agudas que florece en la primavera hasta principios del otoño en una inflorescencia de 10 a 30 cm de largo, con varias a muchas flores perfumadas.

## Distribución y hábitat
Se encuentra en Lesoto, Provincia del Cabo y KwaZulu-Natal de Sudáfrica en los pastizales, bosques ribereños, salientes de roca y pantanos en elevaciones de 600 a 2700 metros.

## Taxonomía
Disa crassicornis fue descrita por  John Lindley  y publicado en The Genera and Species of Orchidaceous Plants 348. 1848.
Etimología
Disa : el nombre de este género es una referencia a  Disa, la heroína de la mitología nórdica hecha por el botánico Carl Peter Thunberg.
crassicornis: epíteto latino de crassi = "grueso" y cornus = "cuerno".
Sinonimia
- Disa jacottetiae Kraenzl.
- Disa megaceras Hook.f.
- Disa oliveriana Rchb.f.[5]